# Seara (Ponte de Lima)
Seara es una freguesia portuguesa del concelho de Ponte de Lima, con 4,00 km² de superficie y 683 habitantes (2001). Su densidad de población es de 170,8 hab/km².